# 壊変図式
壊変図式（かいへんずしき、Decay scheme）あるいは原子核崩壊図とは放射壊変の推移とそれらの関係を図示したものである。
壊変図式には、一番上に初期状態の核種（元素記号とその左上に質量数、左下に陽子数）が書かれ、その付近に半減期が、更に崩壊モードが特殊な核種（電子捕獲など）には崩壊モードが書かれている。上から階層的になっており、一番下が最終状態である。初期状態から最終状態への遷移は矢印によって表され、その矢印は放射線の種類およびエネルギー、崩壊後の遷移先である励起状態とその遷移確率が明記されている。その各励起状態を表す横線の左端にはスピンパリティが、右端には状態エネルギーが書かれているものもある。

## 放射性同位体の壊変図式

60Coの壊変図式

それらの関係は複雑に込み入っている事もあるので、まずは簡単な例から示そう: コバルトの同位体であるコバルト60(60Co)の壊変図式を示す。60Coは電子を放出して崩壊し (ベータ崩壊)、半減期5.26年で励起状態の60Niになり、その崩壊の過程で極めて短い時間の間に2回のガンマ崩壊を起こす。
壊変図式は直交座標系と考えると非常に便利である。縦軸がエネルギーを表しており、下から上へと上昇していく。横軸は陽子数を表しており、左から右へと増加していくと考えることが出来る。ガンマ線（縦の矢印）はガンマ崩壊時に放出されるガンマ線エネルギーを表しており、ベータ線（斜めの矢印）はベータ崩壊時に放出されるベータ線の最大エネルギーを表している。
ニッケルはコバルトの右側にあるが、ニッケルの陽子数は28であり、コバルトの27よりも1つ多い。これはベータ崩壊において、1つの中性子が1つの陽子に変化しその結果陽子数が1つ増えているわけである。陽電子を放出するベータ崩壊（詳細はβ+崩壊を参照）や、後述のアルファ崩壊においては斜めの矢印は右から左へと向い、これらの場合は陽子数は減少する。
壊変図式においてエネルギーは保存しており、放出された粒子がエネルギーを運び去る。この為、矢印は必ず（垂直または斜めに）上から下へと向かう。

198Auの壊変図式

ここで幾らか別の種類の壊変図式も見てみよう：198Au は、天然の金（197Au）に中性子を照射することによって生成される。198Auはベータ崩壊により2つの励起状態を経由するか、もしくは直接水銀の同位体である198Hgへと崩壊する。図において、水銀は金の右側にあるが、金の原子番号は79であり、水銀は80である。励起状態からは極めて短い時間（2.5および23ピコ秒。1ピコ秒は1兆分の1秒、すなわち10-12秒である）で最終状態へと崩壊する。

99mTcの壊変図式

励起状態の原子核は通常、極めて寿命が短く、崩壊はほとんどベータ崩壊の直後に起こるが（上記参照）、テクネチウムの励起状態は比較的長い寿命を持っている。このような原子核の事を核異性体（Nuclear isomer、または単にアイソマーという）。これはしばしば準安定状態と呼ばれる（準安定状態の英語表記meta stableの頭文字mを取って次のように表記される99mTc ）。そのガンマ崩壊が起こるまでの平均寿命は6.01時間である。

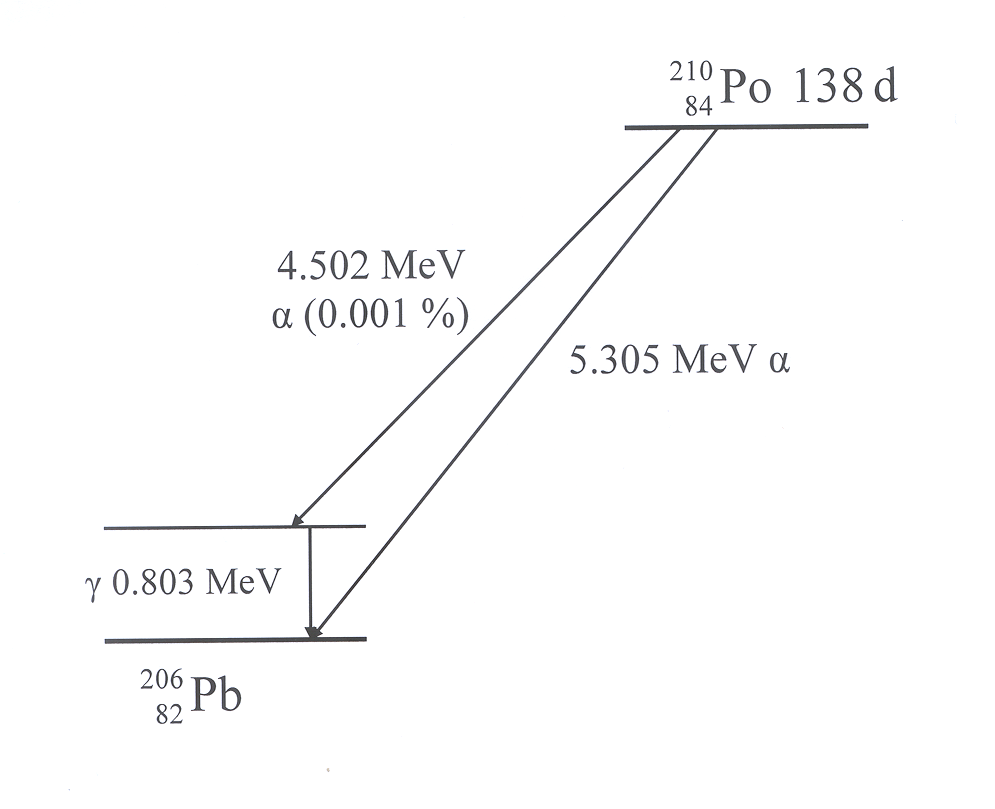
210Poの壊変図式

例えばアルファ崩壊を例にする。マリ・キュリーによって発見されたポロニウムは、210の原子量を持つ。210Poは、ウラン系列に属し、その最後から2番目に位置し、それは安定な鉛の同位体へと半減期138日で崩壊する。殆ど全ての場合、崩壊は5.305MeVのアルファ粒子を放出して起こるが、0.001%の確率でα線のエネルギーが低いことがある。この場合、206Pbの励起状態へと崩壊してしまい、そこからガンマ崩壊によって安定状態へと崩壊する。